# Chersodromia hirta
Chersodromia hirta is een vlieg uit de familie van de Hybotidae. De wetenschappelijke naam van de soort is voor het eerst geldig gepubliceerd in 1835 door Francis Walker.